# Orlí vrch (Budapešť)

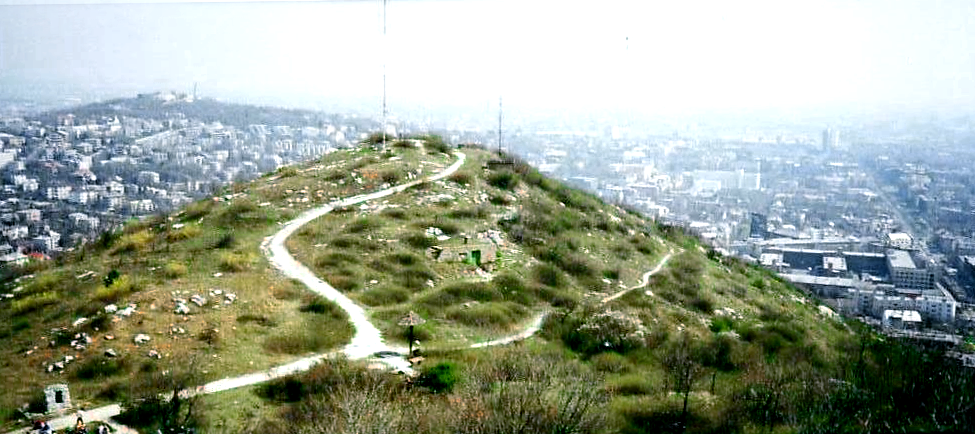
Vrcholek s Budapeští v pozadí.

Orlí vrch (maďarsky Sashegy) je přírodní rezervace přímo v hlavním městě Maďarska, Budapešti. Kromě mnoha vzácných rostlin je jedinečná výskytem krátkonožky evropské. Leží jihozápadně od centra města. Administrativně spadá pod XII. městský obvod. Má celkem tři vrcholky s nadmořskými výškami 266 m n. m., 258 m n. m. a 253 m n. m. Jižní svahy kopce jsou přírodní rezervací a jsou nezastavěné (na rozdíl od severních). Vrcholek je nápadný především podle skalních stěn, které tvoří jeho východní stranu a jsou dobře viditelné z centra Budapešti. Název vrcholku pochází z legendy, kdy nad pahorkem v době osvobození Budapešti v roce 1686 kroužili orli. Dříve se jmenoval Nemes-hegy.